# Marita Skammelsrud Lund
Marita Skammelsrud Lund, född 29 januari 1989 i Ski, är en norsk före detta fotbollsspelare. Hon spelade under sin karriär för LSK, Lisleby FK, Skogstrand och Flyers and Vikings Singapore.
Hon är släkt med fotbollsspelaren Bent Skammelsrud.